# آنا كامنر
آنا كامنر (بالسويدية: Anna Camner)‏، ولدت عام 1977، هي فنانة سويدية معاصرة، مقرها في ستوكهولم. كامنر هي رسامة، مشهورة بلوحاتها الشديدة الكثافة والمنفذة في الزيت على لوح زجاجي من نوع بلكسي. وهي حاصلة على درجة الماجستير من الأكاديمية الملكية للفنون في ستوكهولم. عُرضت شركة كامنر في ستوكهولم ونيويورك ولندن، وكانت حائزة على جائزة بيكرز أرت في عام 2017. 
وقد تركز عمل آنا كامنر في وقت سابق على مواضيع ذا دريمر المظلمة. اللوحات المستخدمة للانفجار مع أوراق الشجر والزهور والحشرات وشبكات العنكبوت والقواقع والقوارض، وكلها في مراحل مختلفة من الاضمحلال. يمثل العمل الجديد من 2015-2016 خروجًا واضحًا عن ذلك. من الناحية النظرية، لا يزال الفنان يتحرك في المنطقة الحدودية المظلمة بين الحياة والموت، لكن رعاياها، الذين تم رسمهم دائمًا على خلفية خلفية سوداء صلبة، قد تم تنقيحه، نظرًا لتركيز أقوى وشخصية بسيطة، إلى جانب الشعور بالغموض المتأصل وعدم اليقين. حول ما إذا كان الموضوع المصور هو في الواقع على قيد الحياة أم مسألة ميتة. عرضت هيئة العمل الجديدة في ستوكهولم واستعرضت في عدد من الصحف السويدية، مثل (صناعة اليوم-Dagens Industri).

## وصلات خارجية
- http://carlabrahamsson.blogspot.se/2013/01/anna-camner-colourful-darkness.html
- https://web.archive.org/web/20180917194117/http://www.biaci.org/anna-camner/
- https://web.archive.org/web/20190515004555/http://www.stellanholm.com/
- http://www.faggionato.com